# Stretto di Chio

Lo stretto di Chio è il braccio di mare che separa l'isola greca di Chio dalla costa turca.

Lo stretto di Chio, talvolta chiamato anche canale di Chio, è un piccolo stretto situato nella parte orientale del Mar Egeo che separa l'isola greca di Chio dalla costa turca dell'Anatolia e dalla Regione dell'Egeo.

## Caratteristiche
Lo stretto di Chio è largo circa 3 miglia nautiche e separa l'isola greca di Chio dai vari istmi disposti lungo l'estremità occidentale della penisola di Karaburun in Turchia. La penisola ospita i più importanti distretti e città della Provincia di Smirne, inclusa la municipalità di Çeşme, la città più a occidente della penisola e di conseguenza la più vicina a Chio. Çeşme è una delle città più settentrionali della cosiddetta Riviera turca e quasi tutta la sua linea costiera è situata lungo le acque dello stretto. In condizioni di visibilità normale le montagne di Chio sono visibili dalle coste della Turchia.
Le acque dello stretto di Chio sono normale tranquille e questo le rende una popolare attrazione turistica per la navigazione da diporto sia dalle coste greche che da quelle turche.